# プルリデンス
プルリデンス（学名：Pluridens）は、モササウルス科に属する海生爬虫類の絶滅した属。フォスフォロサウルスやエオナタトルおよびハリサウルスとともにハリサウルス亜科に分類される。
プルリデンスは後期白亜紀のカンパニアンからマーストリヒチアンにかけて西アフリカの浅海域に生息していた。プルリデンス属はプルリデンス・ワルケリとプルリデンス・カラバリアの2種が知られている。プルリデンス・ワルケリはニジェールのマーストリヒチアンの層から知られ、一方でプルリデンス・カラバリアはナイジェリアのわずかに古い後期カンパニアンにあたる堆積層から発見されている。Lindgren and Siverson (2005) でプルリデンスはハリサウルスのジュニアシノニムとされたが、後の研究で否定された。

## 記載

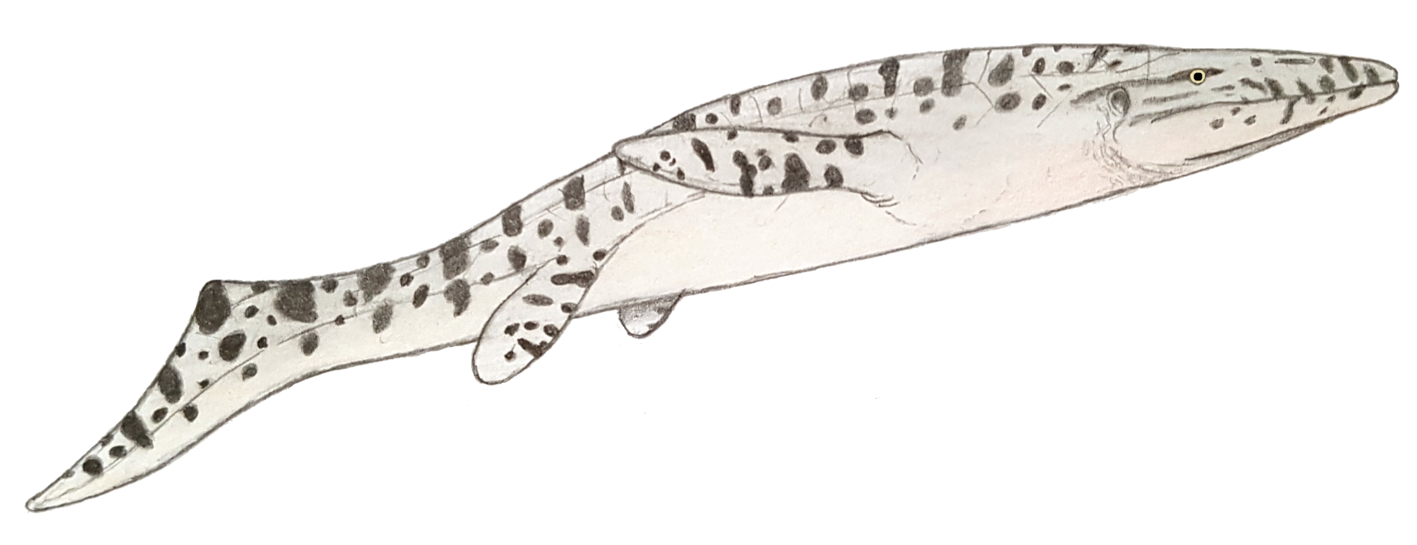
関連するハリサウルスに基づいたプルリデンス・ワルケリの復元想像図

歯骨と体のほかの部位の比率がハリサウルスのものと一致するならば、プルリデンスは全長約5メートルの中庸な大きさのモササウルス科爬虫類である。プルリデンスをほかの特徴は、本属に割り当てられた歯骨からは他のモササウルス科の属に見られる数のほぼ2倍ほどの数の歯を持ち、異様に多い歯の総数により本属はほかのハリサウルス亜科からだけでなくモササウルス科からも識別される。さらに、プルリデンスの歯骨の概形はモササウルス科の中で最も狭く、同様に狭い歯骨を持つ属はモササウルス亜科のプロトサウルスのみである。この特徴の結び付きは、摂食の生態的地位や生活様式が両者に特有だったことを示唆している。
プルリデンスの歯骨は一連の膨大な歯を収めるために頭部の残りの部位と比較して長く伸びていた可能性が高い。上顎に対して下顎が噛む際に生じる力は顎関節からの距離が大きくなるほど減少するため、前方の歯は咬合や破砕に不向きだったとみられている。しかしながら、顎が内転することで前方の歯が小さく柔らかい獲物を受け止めて突き刺し、無数の歯が確実に捕獲することができた。歯冠は広く短く、甲殻を持つ無脊椎動物などを破砕するのに用いていたことを示唆している。そのため、プルリデンスは丸飲みにできる小型の魚類や破砕できる薄い殻を持った軟体動物を選択的に捕食していた可能性が高い。Lingham-Soliar (1998) ではプルリデンスの生活様式と食性が魚竜（特にテムノドントサウルスやレプトネクテスといった初期の魚竜）と関連付けられている。
Lingham-Soliar (1998) では本属について以下の明瞭な特徴が列挙されている。
- 歯骨が非常に細長く、前半部の半円形の断面が全端部まで伸びている。
- 歯骨に28本以上の歯が近接して存在する。
- 歯冠が短く、識別可能な峰は存在しない。
- 歯の前方の面は幅広く滑らかであり、後方に円鋸歯状の線があり、わずかに広い小面が確認でき、歯の先端は後方へ反る。
- 下顎枝の大部分に沿って均一な大きさの歯が並ぶ。
- 新しい歯は既存の歯の内側に出現して置換する。
- 歯根の中舌側に溝が存在する。

## 分類
プルリデンス属のいずれの種にも異様に豊富な歯が存在することで、亜科レベルの分類が困難となっている。Lingham-Soliar (1998) では、歯の総数や形状といった特異的な特徴の結び付きにより普通であれば完全に新たな亜科が設立されるであろうが、標本が断片的であるため新たな亜科を設けないことを強調した。Lindgren and Siverson (2005) ではプルリデンスの数多くの特異的な特徴はハリサウルスと共通し、プルリデンス・ワルケリはハリサウルス・ワルケリとして割り当てられた。後の論文著者によりプルリデンスとハリサウルスをシノニムとする考えは否定されたが、両者の類似性やニジェールでの明らかなハリサウルス亜科爬虫類の発見により、プルリデンスはハリサウルス亜科へ分類されることとなった。今日では、プルリデンスは高度に進化したハリサウルス亜科の属と考えられている。

### 種と標本
プルリデンス・ワルケリのタイプ標本は BMNH R14153 であり、マーストリヒチアンにあたるニジェールの Ilatarda 山に近い Farin-Doutchi 累層から発見されたほぼ完全な歯骨である。Lingham-Soliar (1998) では、カンパニアンにあたるナイジェリア南部のカラバルに近い Nkporo 累層から産出した、一部の歯が残った断片的な歯骨の BMNH R9804 もまたプルリデンス・ワルケリに割り当てられている。ナイジェリアの標本 BMNH R9804 は膨大な歯の組を持つといったプルリデンス・ワルケリを特徴づける数多くの派生的な形質が存在しなかったため、Longrich (2016) により自身の種に再分類された。カラバルで発見された歯骨は、BMNH R14153 に見られる極端な水平方向の突出と亜円形の断面、歯の覆いの横方向の拡張を欠く。同論文で新種はプルリデンス・カラバリアと命名され、プルリデンス・ワルケリの直系の祖先と考えられている。